# 빅토르 위고의 집
빅토르 위고의 집(프랑스어: Maison de Victor Hugo)은 프랑스 파리 보주 광장에 있는 박물관이다. 본래 빅토르 위고가 1832년부터 1848년까지 거주했던 집이다.